# Daniel Lawrence Braine
Daniel Lawrence Braine (18 mai 1829 - 30 janvier 1898) est un amiral de la marine des États-Unis au XIXe siècle.

## Avant la guerre
Né à New York le 18 mai 1829, Braine part pour Galveston au Texas en 1845. Il est nommé aspirant (midshipman) en 1846. Il sert sur trois navires, dont le Mississippi et le John Adams, pendant la guerre américano-mexicaine.
En 1849, il navigue en Chine sur l'USS Sarnac. Il épouse Mary Elizabeth Fulton en 1855 avec qui il aura cinq fils et une fille. En 1856, il navigue sur l'USS St. Louis dans l'escadre méditerranéenne, puis en 1857 en tant que lieutenant, il participe à la lutte contre la traite des esclaves sur la côte orientale de l'Afrique.

## Guerre de Sécession
Pendant la guerre de Sécession, il commande le Monticello et prend part à un combat avec une batterie rebelle à Bataille de Sewell's Point, lors du premier combat naval de la guerre le 19 mai 1861. Son navire fait partie de l'escadre du blocus atlantique. Il prend part aussi à l'attaque et à la capture du fort Hatteras et du fort Clarke et engage l'ennemi à Kimmekerk Woods au-dessus de Cape Hatteras. Il est promu lieutenant commander en juillet 1862.
En septembre 1862, il recueille sur son bâtiment sept esclaves en fuite, qualifiés de « contrebande ». Contrairement à la pratique, il rend compte à son supérieur du nom de ceux-ci, ainsi que de leurs propriétaires. Par ailleurs, il fait mention des renseignements utiles qu'ils lui ont fournis sur l'activité confédérée et de celle de la canonnière North Carolina.
En 1864, il commande l'USS Vicksburg et la canonnière USS Pequot qui capturent plusieurs navires ennemis sur la côte atlantique. Ea 1865, il participa à la capture des forts Fisher et Anderson, respectivement en janvier et février. Il participe à la capture de Richmond en avril 1865.

## Après la guerre
Braine est promu commander en juillet 1866. En 1868, il commande l'USS Shamokin sur la côte sud-américaine.
Le 1er novembre 1871, il est élu compagnon de la commanderie de New York de l'ordre militaire de la légion loyale des États-Unis - une association militaire d'officiers qui ont servi dans l'Union pendant la guerre de Sécession. Il a l'insigne numéroté 1338. Il devient l'officier d'équipement et d'ordonnance de l'arsenal naval de Brooklyn pendant trois ans.
Entre 1873 et 1875, il commande le Juniata (en) lors de son voyage vers le Groenland à la recherche de l'expédition infortunée Polaris. Pendant ce voyage, il est promu captain en 1874. Il est promu commode en 1885, et deux ans plus tard contre-amiral. Il commande l'arsenal naval de Brooklyn de 1889 à 1891.

## Retraite et décès
Le contre-amiral Braine prend sa retraite de la marine en mai 1891.
En 1895, il devient un compagnon vétéran de la commanderie de New york de l'ordre militaire des guerres extérieures (en) et reçoit l'insigne numéroté 45.
Il meurt à Brooklyn le 30 janvier 1898.

## Hommage
Le destroyer USS Braine (DD-630) (en), (1943-1971) est baptisé en son honneur et a participé aux combats navals du Pacifique. À l'issue de son service dans la marine américain, l'USS Braine a servi pendant onze ans dans la marine argentine.

## Dates de promotion
- Aspirant, 30 mai 1846.
- Enseigne de vaisseau de deuxième classe (passed midshipman), 8 juin 1852.
- Enseigne de vaisseau de première classe (master), 15 septembre 1855.
- Lieutenant, 16 septembre 1855.
- Lieutenant commander, 16 juillet 1862.
- Commander, 25 juillet 1866.
- Captain, 11 décembre 1874.
- Commodore, 2 mars 1885.
- Rear admiral, 4 septembre 1887.
- Retraite, 18 mai 1891.